# Kenzo (Unternehmen)

Von 2022 verwendetes KENZO-Unternehmenslogo

Die Kenzo S.A. ist ein 1970 von dem japanischen Modedesigner Kenzō Takada in Paris gegründetes Modeunternehmen. Unter dem Markennamen KENZO (Eigenschreibweise in Großbuchstaben) werden über ein internationales Netzwerk von eigenen Boutiquen und den gehobenen Einzelhandel unter anderem hochpreisige Prêt-à-porter-Mode, Accessoires und Parfüm für Damen und Herren angeboten. Das Unternehmen, das für seine farbenfrohe Mode und seine Parfümkreationen bekannt ist, gehört seit 1993 zu dem französischen Luxusgüterkonzern LVMH und wird seit 1999 ohne Takada geführt.

## Unternehmensgeschichte
Der japanische Modedesigner Kenzō Takada war 1965 nach Paris gekommen, hatte für verschiedene Modehersteller gearbeitet und gründete 1970 zusammen mit seinem Geschäftspartner Gilles Raysse und japanischen Freunden sein eigenes Modeunternehmen. Raysse war der Leiter der französisch-japanischen Gesellschaft und fungierte bei Takadas Firma als Geschäftsführer.
Die erste KENZO-Boutique, die Takada mit Blumenmuster-Tapeten im Dschungel-Stil ausstattete, wurde im gleichen Jahr in der Pariser Galerie Vivienne unter dem Namen Jungle Jap (im Französischen Kurzform von Jungle Japonaise, zu deutsch Japanischer Dschungel; im Englischen abwertend etwa Dschungel-Japse) eröffnet, in deren oberer Etage ein Atelier eingerichtet worden war. Dort fand am 14. April 1970, in einer Zeit als Modenschauen in der Regel der Haute Couture Mode vorbehalten waren, auch die erste Präsentation von Damenmode in einer viel beachteten Prêt-à-porter-Modenschau statt. Takada präsentierte – auch aufgrund von beschränkten finanziellen Mitteln – unkonventionelle Materialkombinationen, darunter simple Baumwollstoffe, bunte Farben und teils mit Blumen bedruckte, folkloristische Ethno-Muster. Wallende Kittel-Kleider, an Kimonos erinnernde Kleider oder übergroße Latzhosen, die von asiatischen und europäischen Einflüssen geprägt waren, stellten in der Pariser Modeszene zu der Zeit etwas Neues dar. Die Tatsache, dass eines der dort gezeigten Modelle, eine Patchwork-Tunika, von der Modezeitschrift ELLE als Titelbild ausgewählt wurde, bescherte dem jungen Unternehmen enorme Aufmerksamkeit. Takada kannte die Chefredakteurin von ELLE, Claude Brouet, persönlich und auch sein Geschäftspartner Raysse verfügte über sehr gute Kontakte in der Modeszene und zur Presse. Die folgende Modenschau wurde in den Arkaden der Galerie Vivienne abgehalten.
1971 wurde Mode von Takada in New York City und in Japan vorgeführt. 1972 musste eine KENZO-Modenschau unterbrochen werden, weil der Andrang an Zuschauern und Pressevertretern zu groß war. 1976 wurde der Standort der Jungle Jap Boutique an die Place des Victoires in Paris verlegt, wo auf drei Etagen auch der Firmensitz angesiedelt wurde und sich bis heute ein KENZO-Flagshipstore befindet. 1977 fand eine von Takadas Modenschauen im legendären New Yorker Nachtclub Studio 54 statt. Takadas Modenschauen in dieser Zeit waren mitunter spektakuläre Events, bspw. Ende der 1970er Jahre als eine seiner Shows in Zirkuszelten abgehalten wurden und Takada zum Schluss-Applaus auf einem Elefanten in die Manege einritt. Erst ab 1980 firmierte das Unternehmen unter dem Namen KENZO, nachdem die Bezeichnung Jungle Jap aufgegeben worden war. Trotz des großen Erfolges der Marke, kam das Unternehmen Ende der 1970er Jahre aufgrund von Misswirtschaft durch Raysse in finanzielle Schwierigkeiten. Takada trennte sich 1980 von ihm und bestellte den Mode-Manager François Beaufume, der das Unternehmen bis 1983 wieder auf Kurs brachte.

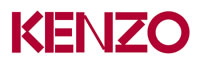
Älteres KENZO-Unternehmenslogo

1983 wurde KENZO-Herrenmode lanciert und in den folgenden Jahren das Damenmode-Sortiment um die Zweitlinien KENZO Studio, KENZO Jungle und KENZO Jeans erweitert. 1988 wurde die Duftsparte KENZO Parfums gegründet, die noch im gleichen Jahr das erste Damenparfüm mit Namen KENZO in einem Flakon mit einem Verschluss in Rosenblüten-Form auf den Markt brachte. 1991 folgte das erste Männerparfüm "KENZO pour Homme" mit einem Flakon in Bambusblatt-Form. Seitdem wurden unzählige weitere Parfüms unter dem Namen KENZO lanciert. Seit 2001 gibt es zudem eine Hautpflegeserie namens KENZOKI.
1993 übernahm der französische Luxusgüterkonzern LVMH das Unternehmen KENZO von Takada für 482 Mio. Franc (entsprach etwa 70 Mio. Euro); Takada blieb dem Unternehmen allerdings als Chef-Designer erhalten. Ab Mitte der 1990er Jahre bis 2006 gab es ein von KENZO gestaltetes Sondermodell des Renault Twingo.
Nach Takadas Ausscheiden auf eigenen Wunsch im Jahr 1999 wurden die KENZO-Kollektionen von verschiedenen Designern entworfen, zunächst von Takadas Assistenten, siehe Liste unten. Die Zweitlinien Studio, Jungle und Jeans wurden nach der Übernahme durch LVMH eingestellt, das Sortiment verkleinert. Aus dem US-Markt zog man sich 2003 zurück. Neben der KENZO-Hauptlinie samt dazugehöriger Accessoires, jeweils für Damen und Herren, besteht heute eine Kinderkollektion sowie eine Home-Kollektion mit Möbeln und Inneneinrichtungs-Gegenständen. Der Jahresumsatz inklusive der Erlöse durch lukrative Parfüm-Lizenzen wurde Ende der 2000er Jahre auf etwa eine Milliarde Euro geschätzt; Ende der 2010er Jahre waren es weniger als 400 Millionen Euro (LVMH veröffentlicht keine Zahlen für KENZO).
2008 wurde der sardische Designer Antonio Marras, der auch sein eigenes nach ihm benanntes Modeunternehmen leitet, Kreativdirektor aller KENZO-Kollektionen. 2010 feierte das Haus KENZO sein 40-jähriges Bestehen, für welches Marras eine Modenschau in Form einer Retrospektive über die vorausgegangenen 40 Firmenjahre organisierte. Seine Nachfolge traten 2011 die kalifornischen Opening Ceremony Designer Humberto Leon und Carol Lim an. Leon und Lim konzentrierten sich in der Folge auf eine einzige KENZO-Hauptlinie für Damen, Herren und Kinder, weiteten allerdings das Accessoires-Geschäft aus und brachten regelmäßig saisonale Sonderkollektionen auf den Markt (Mememento, KENZO Sport, KENZO Logo, KENZO Tiger etc.). Unter den beiden Amerikanern wurde die Marke KENZO verjüngt (unter anderem mit farbenfroher Streetwear, bestickten Baseballkappen, Tigerkopf-Motiven und Oberteilen, die ein großer KENZO-Schriftzug ziert) und galt seither wieder als angesagte, jugendlich-hippe Modemarke. Der Unternehmensgründer Kenzo Takada war in dieser Zeit bei den KENZO-Modenschauen bisweilen als Gast zugegen. Im Januar 2013 war KENZO Gastmarke auf der Herrenmodemesse Pitti Immagine. 
Im November 2016 entwarfen Leon und Lim eine 96-teilige KENZO-Kollektion als Gastdesigner für H&M zu niedrigeren Preisen. Für die Sommerkampagne 2018 engagierte KENZO Britney Spears als Model. Leon und Lim verließen KENZO zum 1. Juli 2019. Zu ihrem Nachfolger als KENZO-Kreativdirektor wurde von LVMH Ende Juni 2019 der Portugiese Felipe Oliveira Baptista, der von 2010 bis 2018 Chefdesigner bei Lacoste war, ernannt. Im Februar 2020 präsentierte Oliveira an der Pariser Modewoche seine erste Kollektion. Oliveira präsentierte 2020 auch ein leicht verändertes Firmen-Logo und fuhr die kommerzielle Streetwear seiner Vorgänger Leon und Lim im KENZO-Sortiment zurück. Die Herbst/Winter 2021 Kollektion, für die Oliveira die KENZO-Archive durchforstet hatte, präsentierte er im März 2021 als farbenfrohe Performance-Hommage an den im Oktober 2020, fünfzig Jahre nach der Firmengründung, verstorbenen Kenzo Takada. Im April 2021 gab das Haus KENZO Oliveiras Ausscheiden zum 30. Juni desselben Jahres bekannt und besetzte den Posten des Kreativdirektors im September 2021 mit dem Streetwear-Designer Nigō.
KENZO-Mode wird zweimal jährlich (Damen- und Herrenmode in derselben Modenschau) bei der Paris Fashion Week auf dem Laufsteg präsentiert.
Weltweit bestehen etwa 120 KENZO-Geschäfte. Die Marke ist in Europa in etwa 600 Einzelhandelsgeschäften vertreten. Auch auf den US-Markt kehrte das Unternehmen Anfang der 2010er Jahre zurück. 1997 war eine KENZO-Boutique in Düsseldorf eröffnet worden (inzwischen geschlossen), in den Galeries Lafayette in Berlin bestand eine KENZO-Corner. 2009 wurde ein Online-Shop auf der KENZO-Firmenwebseite lanciert, der unter Leon und Lim ab 2011 neu gestaltet wurde. Der Hauptsitz des Unternehmens befindet sich in der 18, rue Vivienne in Paris, unweit der Galerie Vivienne, in der Kenzo Takada 1970 seine erste Boutique eröffnete.

## Modedesigner bei KENZO
| KENZO-Damenkollektion | KENZO-Herrenkollektion |
| --- | --- |
| - 1969–1999 Kenzō Takada - 1999–2003 Gilles Rosier - 2003–2011 Antonio Marras - 2011–2019 Humberto Leon und Carol Lim - 2019–2021 Felipe Oliveira Baptista - 2021–… Nigō (Nagao Tomoaki) | - 1983–1999 Kenzō Takada - 1999–2003 Roy Krejberg - 2003–2008 Christophe Blondin - 2008–2011 Antonio Marras - 2011–2019 Humberto Leon und Carol Lim - 2019–2021 Felipe Oliveira Baptista - 2021–… Nigō (Nagao Tomoaki) |

## KENZO-Parfüm

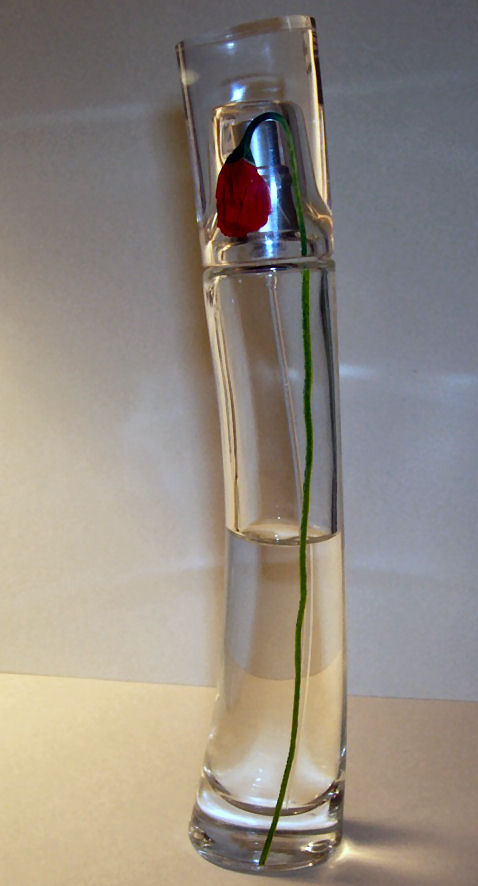
Vom spanischen Parfümeur Alberto Morillas kreiertes Parfüm Flower by Kenzo (2000)

Seit 1988 wurden über 100 verschiedene Düfte für Damen und Herren unter dem Markennamen KENZO lanciert, darunter zahlreiche Variationen, Sonder-Editionen und sogenannte Flanker von zuvor auf den Markt gebrachter KENZO-Parfüms.
Zu den bekanntesten KENZO-Parfüms zählen:
- KENZO – (Damen, 1988)
- Ça Sent Beau – Damen, 1988
- KENZO (pour) Homme – Herren, 1991 und in den Folgejahren Variationen davon (Fresh, Boisée, Sport, Night etc.)
- Parfum d'été – Damen, 1993
- L'eau (par) KENZO – Damen, 1996; Herren, 1999 und zahlreiche Variationen
- KENZO Jungle – Damen, 1996; Herren, 1998
- Le Monde Est Beau – Damen, 1997
- Flower by KENZO – Damen, 2000 und in den Folgejahren Variationen davon
- KENZOair – Herren, 2003 und die Variation Intense, 2003
- KENZO Amour – Damen, 2006 und zahlreiche Variationen (My Love, Jeu d'Amour, Florale etc.)
- KENZO Power – Herren, 2008 und die Variation Cologne, 2009
- KENZO World – Damen, 2016 und die Variation Intense, 2017
- Aqua KENZO – Damen, 2018; Herren, 2018

## Bildergalerie

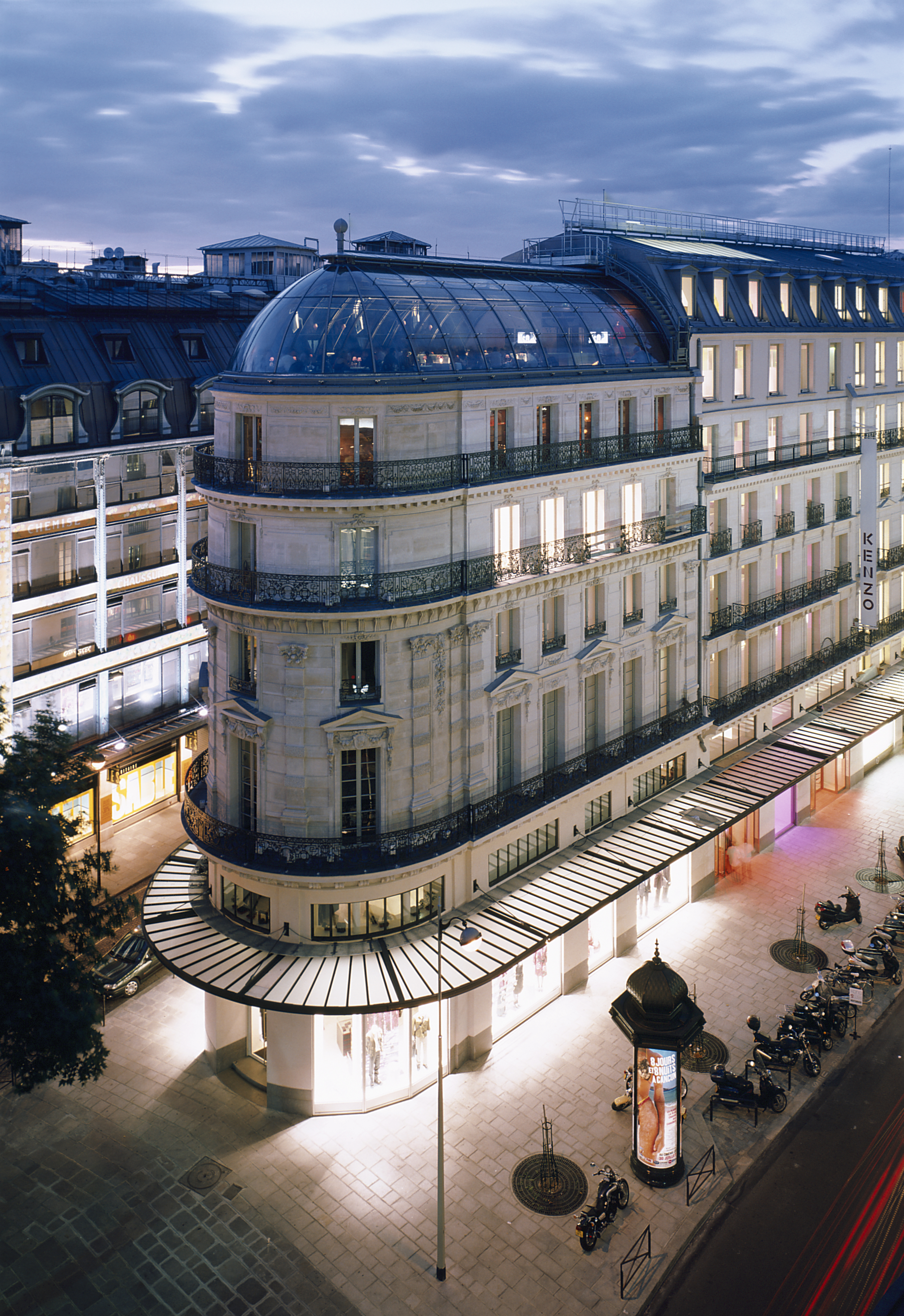
KENZO-Flagshipstore in Paris
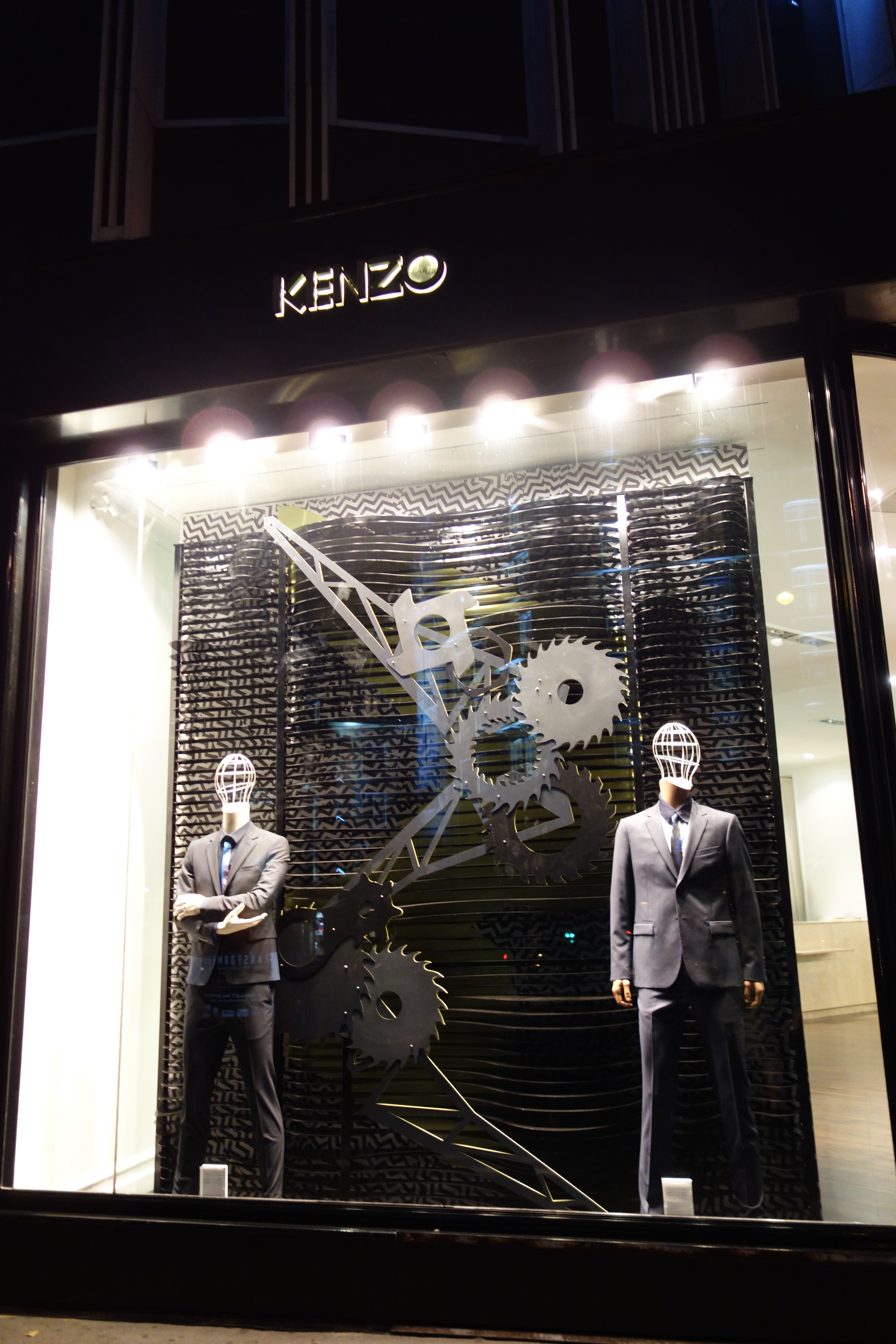
KENZO-Boutique in Paris
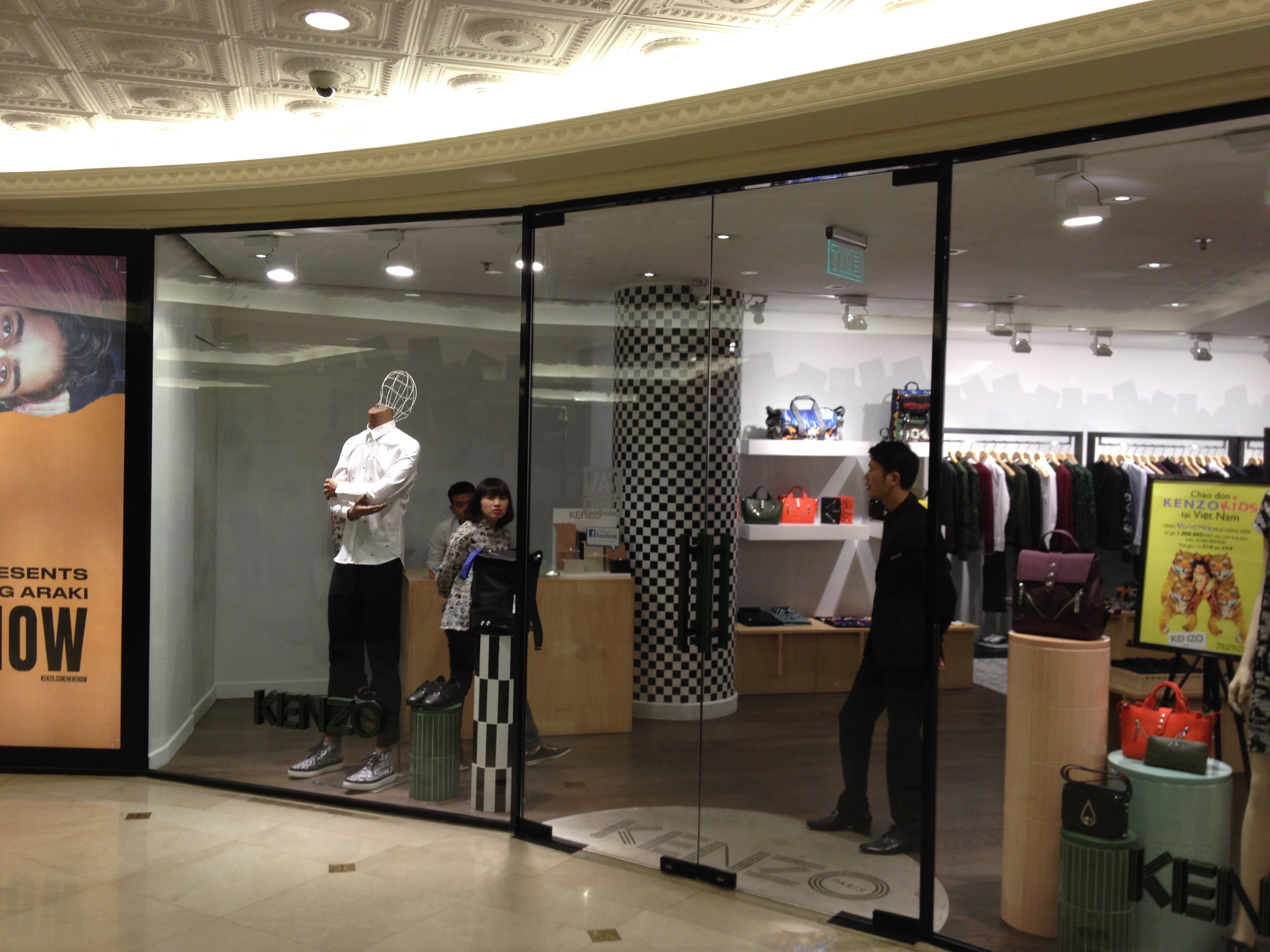
KENZO-Boutique in Hanoi
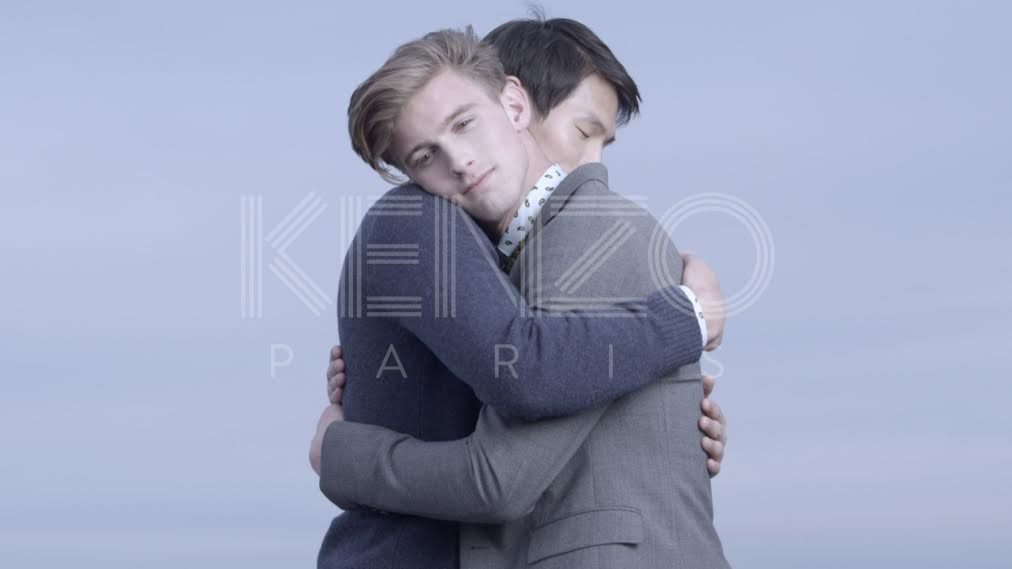
Watermarked-Kampagne für KENZO von DIS Installation Art, 2012
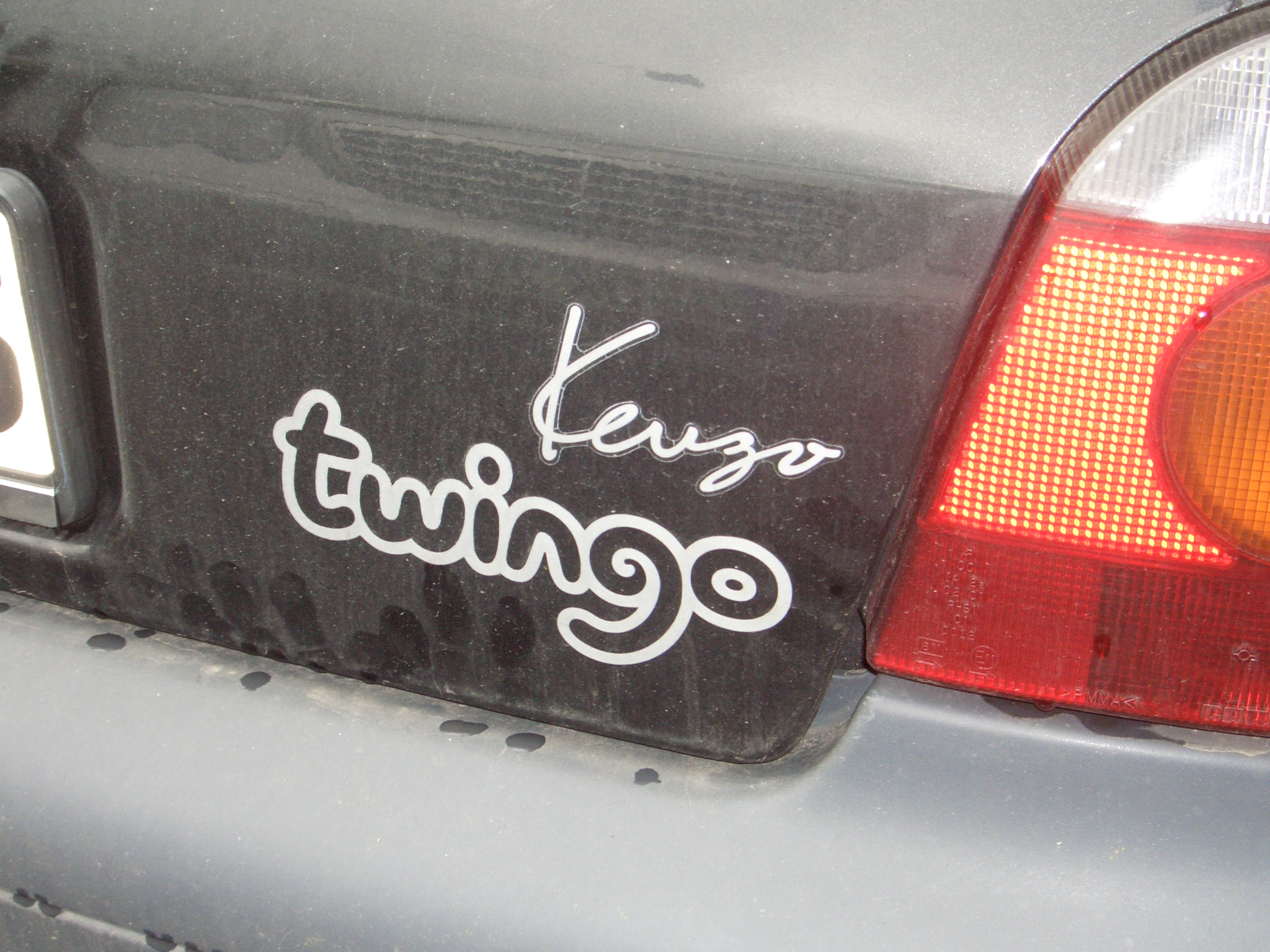
Rückansicht eines KENZO-Twingo
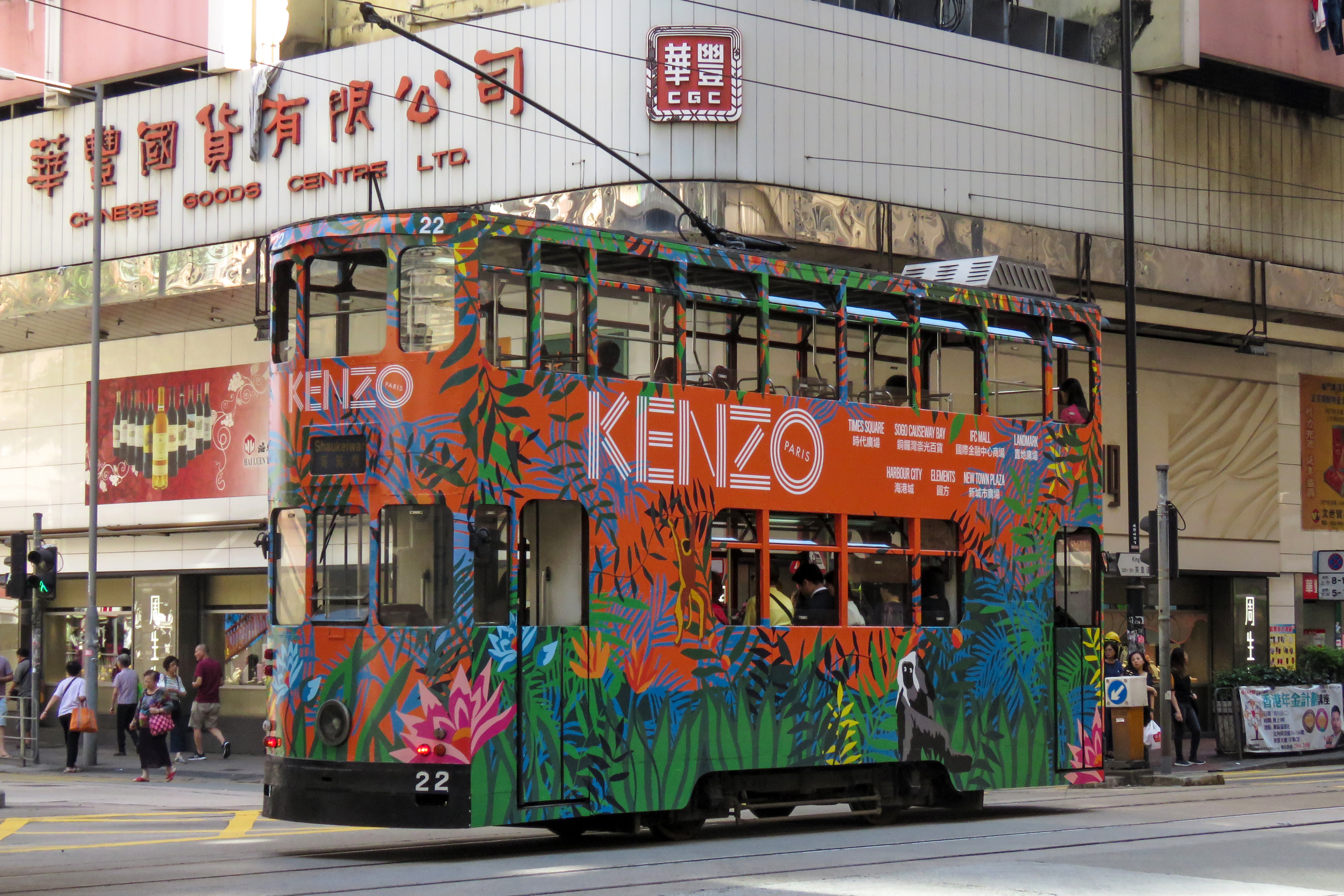
Straßenbahn im KENZO-Design in Hongkong, 2018